# 살인마 잭의 집
《살인마 잭의 집》(영어: The House That Jack Built)은 2018년 개봉된 심리 공포 영화이다. 라르스 폰 트리에가 감독과 각본을 맡았다. 1970년대에서 80년대 미국 워싱턴주에서 활동한 연쇄살인마 "잭"(Jack)의 이야기를 다룬다. 2018 칸 영화제에서 전세계 최초 상영되었다.

## 시놉시스
"옛 성당엔 신만이 볼 수 있는 예술품들이 숨겨져 있고, 그 뒤엔 위대한 건축가가 있죠. 살인도 마찬거지입니다."
가장이고 부자이자 어딘가 어설프지만 살인을 교양이자 예술로 보는 살인마 잭. 안내자 버지가 이끄는 대로 지옥으로 가던 도중 12년간 저지른 자신의 다섯가지 살인을 고백하기 시작하는데...

## 출연

### 주연
- 맷 딜런 - 잭 역
- 브루노 간츠 - 버지 역

### 조연
- 라일리 코프 - 심플 역
- 우마 서먼 - 여자 1 역
- 시옵한 폴론 - 여자 2 역
- 소피에 고불 - 여자 3 역
- 에드워드 스펠리어스 - 에드 역
- 제레미 데이비스 - 알 역
- 데이빗 발리에 - S.P. 역

### 까메오
- 유지태

## 기타
- 제작행정: 마리앤 쥴 핸슨
- 공동제작: 조나스 배거
- 공동제작: 벳티나 브로켐퍼
- 공동제작: 매들린 엑만
- 공동제작: 티네 그류 파이퍼
- 공동제작: 마리안느 슬롯
- 사운드슈퍼바이저: 크리스티안 에이드네스 앤더슨
- 미술: 시몬느 그라우
- 배역: 데스 해밀턴
- 배역: 에이비 코프먼
- 배역: 라라 맨워링

- 권창욱 - 잭 역 (맷 딜런)

- 이호왕 - 버지 역 (브루노 간츠)

- 이연희  - 심플 역 (라일리 코프)
- 한수림  - 여자 1 역 (우마 서먼)
- 이승연 - 여자 2 역 (시옵한 폴론)
- 정유미 - 여자 3 역 (소피에 고불)
- 김승준 - 에드 역 (에드워드 스펠리어스)